# Florensky (cráter)
Florensky es un cráter de impacto lunar situado al noreste del cráter Vernadskiy de mayor tamaño. Se encuentra en la cara oculta de la Luna, por lo que no se puede ver directamente desde la Tierra. El borde de este cráter ha sido fuertemente erosionado y forma un anillo irregular sobre el interior desigual.
|  |

Fue identificado previamente como Vernadskiy B antes de ser renombrado por la UAI.